# جان بالارد
جان بالارد (بالفرنسية: Jean Ballard)‏ هو ناشر وشاعر فرنسي، ولد في 14 نوفمبر 1893 في مارسيليا في فرنسا، وتوفي في 18 يونيو 1973.